# Chrysopyrellia saphyrea
Chrysopyrellia saphyrea är en tvåvingeart som beskrevs av Seguy 1927. Chrysopyrellia saphyrea ingår i släktet Chrysopyrellia och familjen spyflugor.
Artens utbredningsområde är Madagaskar. Inga underarter finns listade i Catalogue of Life.